# Dragoslav Papić
Dragoslav Papić (cyr. Драгослав Папић; ur. 17 marca 1987 w Belgradzie) – serbski koszykarz grający na pozycji silnego skrzydłowego. 
W kwietniu 2011, podczas meczu ligi cypryjskiej, w jego organizmie wykryto niedozwolone substancje – za naruszenie przepisów antydopingowych ukarany został dwuletnią dyskwalifikacją, w okresie od 13 czerwca 2011 do 12 czerwca 2013.
18 czerwca 2018 został zawodnikiem AZS-u Koszalin.

## Osiągnięcia
Stan na 1 listopada 2021, na podstawie, o ile nie zaznaczono inaczej.
Drużynowe
- Mistrz Ligi Bałkańskiej (2009)
- Wicemistrz Cypru (2011)
- Finalista:
  - Superpucharu Cypru (2012)
  - Pucharu Cypru (2011)

Indywidualne
(* – nagrody przyznane przez portal eurobasket.com)
- Najlepszy skrzydłowy II ligi serbskiej (2017)*
- Zaliczony do*:
  - I składu:
    - najlepszych zawodników:
      - krajowych Ligi Bałkańskiej (2009)
      - zagranicznych ligi bułgarskiej (2009)

    - II ligi serbskiej (2017)

  - II składu ligi:
    - bałkańskiej (2009)
    - bułgarskiej (2009)

  - III składu ligi serbskiej (2018)